# لست خائف (أغنية)
«غير خائف» (بالإنجليزية: Not Afraid)‏ أول أغنية منفردة من ألبوم ريكوفري لمغني الراب الأمريكي إمينيم. الأغنية من إنتاج Boi-1da,وظهرت الأغنية لأول مرة على قناة Shade 45 بتاريخ 29 أبريل 2010. الأغنية كانت الرقم واحد في البيلبورد هوت 100 (Billboard Hot 100) في 22 مايو 2010 مما جعلها الأغنية السادسة عشر التي تحصل على المركز الأول من أول ظهور لها والثانية من حيث أغاني الراب. الأغنية أضيفت لقائمة الأغاني في بي بي سي راديو 1.

## عدد المشاهدات على اليوتيوب
حصد مقطع الأغنية على موقع اليوتيوب مليار و 342,200,186 مليون مشاهد